# Río Ostúa
El Río Ostúa (pronunciado [osˈtu.a]) es un río en la frontera de Guatemala y El Salvador .
Ostúa viene de topónimo Náhuat:
Ostut: cueva
At: agua
significa: agua de la cueva
Es conocido como el Río Grande donde origina en el municipio de San Carlos Alzatate, y Río Grande de Mita en los alrededores de los pueblos de Santa Catarina Mita y Asunción Mita. Se menciona en la Recordación Florida por Fuentes Y Guzmán en el año 1690 con el nombre de Mita.
Desemboca en el norte del lago de Güija al noreste del islote Ostúa.

## El Pueblo de Ostúa
En las orillas del Río Ostúa en el caserío San Jerónimo, Municipio de Metapán, hubo un asentamiento español que fue abandonado junto al pueblo de Angue en el siglo XVII por las inundaciones de los ríos Ostúa y Langue. Los pobladores se trasladaron a San Pedro Metapán llevando con ellos algunas imágenes que rescataron de la iglesia del señor de Ostúa.
Lo único que queda del pueblo es la fachada de la iglesia del pueblo, hoy conocido como la Portada de Ostúa.